# الاتحاد العام لنقابات العمال الأردنية
الاتحاد العام لنقابات العمال الأردنية هو مركز نقابي وطني في الأردن. تأسس عام 1954.
مع عضوية 200,000 شخص من الاتحاد العام لنقابات العمال فهو مركز النقابة الوحيد في البلاد مع 17 نقابة منتسبة، على الرغم من أن الانتساب ليس إلزامياً.
ينتمي الاتحاد إلى الاتحاد الدولي لنقابات العمال.

## الاتحادات التجارية في الأردن
- نقابة المهندسين الأردنيين
- النقابة الطبية الاردنية